# Bunyaviridae
Bunyaviridae er en familie af negativt polariserede enkeltstrengede RNA-virus. Tiltrods for at disse virus primært findes i leddyr eller gnavere, så kan bestemte virus i denne familie også lejlighedsvist inficere mennesker. Nogle af dem inficerer også planter.
Bunyaviridae er vektor-bårne vira. Med undtagelse af hantavira, så er alle vira i Bunyaviridae-familien overført af leddyr (myg, mider eller sandfluer). Hantavira overføres via kontakt med gnaver-fæces. Antallet af infektioner er direkte forbundet til vektor-aktiviteten.
Menneskeinfektioner med bestemte Bunyaviridae, såsom Krim-Congo hæmoragisk feber virus, er associeret med høj risiko for sygdomme og dødelighed og håndtering af disse vira må foregå på biologisk sikkerhedsniveau 4 laboratorier. De er også årsag til forekomsten af alvorlig feber med trombocytopeni syndrom.

## Virologi

### Klassifikation
Der er i dag omkring 330 virus i Bunyaviridae-familien.
Familien Bunyaviridae indeholder de følgende slægter:
- Slægt Hantavirus
- Slægt Nairovirus
- Slægt Orthobunyavirus
- Slægt Phlebovirus
- Slægt Tospovirus

Der er et antal vira som endnu ikke er blevet indplaceret i en slægt: disse inkluderer Gan Gan virus, Maprik virus, Mapputta virus og Trubanaman virus.
En ny slægt - endnu unavngiven - er blevet foreslået på basis af isolation af Chaoboridae.
Yderligere to vira kan være placeret udenfor den tidligere definerede taksonomi: Ferak virus (FERV) og Jonchet virus (JONV).

### Struktur
Bunyavirus morfologi minder i nogen grad om den, der kendetegner Paramyxoviridae-familien; Bunyaviridae etablerer kuvert, sfæriske virioner med diametre på 90–100 nm. Disse vira indeholder ingen matrix-proteiner.

### Arvemasse
Bunyaviridae har tripartiere genomer, der består af et large (L), medium (M) og small (S) RNA-segment. Disse RNA-segmenter er enkeltstrengede og har en spiralformet formation inden i virionet. Ved siden af det har de en pseudo-circulær struktur pga. hvert segments komplementære ender. L-segmentet koder den RNA-afhængige RNA-polymerase, som er nødvendig for viral RNA-replikation og mRNA-syntese. M-segmentet koder de virale glycoproteiner, som er projekteret fra den virale overflade og hjælper virus med at vedhæfte sig og indtræge i værtscellen. S-segmentet koder nukleocapsidprotein (N).
L- og M-segmentet er negativt polariset. For slægterne Phlebovirus og Tospovirus, er S-segmentet ambisense. Ambisense betyder at nogle af generne på RNA-strengen er negativt polariseret og andre er positivt polariseret. S-segmentets koder for det virale nucleoprotein (N) er negativt polariseret og et nonstruktural (NSs) protein er ambisense.
Den totale genom-størrelse varierer fra 10,5 til 22,7 kbp.

## Menneskesygdomme
Bunyavira som kan forårsage sygdomme i mennesker inkluderer:
- Californisk hjernebetændelse virus
- Hantavirus
- Krim-Congo hæmoragisk feber
- Rift Valley feber
- Bwamba feber
- Alvorlig feber med trombocytopeni syndrom

Bunyavira har segmenterede genomer, som gør dem i stand til hurtig rekombination og dermed en forøget risiko for sygdomsudbrud. Bunyaviridae overføres af leddyr som stikmyg, mider og sandfluer. Den virale inkubationstid er omkring 48 timer. Symptomatiske infektioner forårsager typisk ikke-specifikke influenza-lignende symptomer med feber i omkring tre dage. Pga. deres ikke-specifikke symptomer så forveksles de ofte med andre sygdomme. Bwamba feber forveksles for eksempel ofte med malaria.